# Естонія на зимових Олімпійських іграх 2002
Естонію на зимових Олімпійських іграх 2002 представляли 17 спортсменів у 5 видах спорту.

## Медалісти
Золото
| Золото |                 |                                         |
| №      | Спортсмени      | Вид спорту (дисципліна)                 |
| 1      | Андрус Веерпалу | Лижні перегони (15 км класичним стилем) |

Срібло
| Срібло |                 |                                         |
| №      | Спортсмени      | Вид спорту (дисципліна)                 |
| 1      | Андрус Веерпалу | Лижні перегони (50 км класичним стилем) |

Бронза
| Бронза |            |                                         |
| №      | Спортсмени | Вид спорту (дисципліна)                 |
| 1      | Яак Мае    | Лижні перегони (15 км класичним стилем) |